# 杨彬 (1981年)
杨彬（1981年1月—），男，汉族，山东掖县人。中华人民共和国政治人物，辽宁五一八内燃机配件有限公司董事长、总经理，中国共产党党员，第十三届全国人民代表大会辽宁地区代表。

## 生平
2018年2月24日，当选为第十三届全国人大代表。